# Экатотсарот
Экатотсарот (тайск.: เอกาทศรถ) — король Аютии (гг. правления 1605—1610), правитель Ланны (гг. правления 1605—1608/9). Экатотсарот вступил на престол в Королевстве Аютия после смерти своего брата Наресуана. В период правления короля Экатотсарота Сиам практически не участвовал в войнах с соседними государствами, поскольку правитель был сосредоточен на сохранении границ государства, а также на развитии внутренней и внешней торговли в Сиаме. Экатотсарот был одним из первых королей Сиама, который активно приглашал иностранцев служить в сиамской армии и при дворе. Так, при короле Экатотсароте в сиамской армии появился полк профессиональных японских воинов под командованием Ямады Нагамаса, португальцы и голландцы также входили в ряды сиамской армии. Кроме того, в эти годы в Королевство приезжали англичане и голландцы, которые соперничали за господство на сиамском рынке.

## Происхождение
Экатотсарот родился в семье Маха Таммарачи, зятя короля Сиама Маха Чакрапата, король Сиама в период засилья Бирмы на территории Аютии. Экатотсарот — младший брат принца Наресуана, который провозгласил независимость Королевства Сиам в 1584 году (После трех войн с Бирмой столица Сиама Аютия пала в 1569 году, и до 1584 года находилась под властью Бирмы).

## Коронация
С 1584 до 1593 гг. вместе с Наресуаном принц Экатотсарот защищал границы государства от набегов бирманцев. В 1590 году после смерти отца, короля Сиама Маха Таммарачи, Наресуан вступил на аютийский престол. После коронации Наресуана принц Экатотсарот получил статус Упарата (тайск.: อุปราช) или Второго короля, и считался вторым правителем государства. В 1605 году Наресуан погиб во время военного похода на Шанские княжества. В этом же году Экататосарот был коронован, и стал новым королем Сиама.

## Голландцы в Аютии
В 1604 году первый голландский посол адмирал ван Варвейк прибыл в Аютию. Король Экатотсарот организовал адмиралу дружественный прием. В результате переговоров адмирал получил официальный документ от короля Сиама, согласно которому голландцы могли торговать в Аютии.

## Англичане в Аютии
В 1612 году англичанин Адам Дентон прибыл в Сиам с письмом от Якова I. Экатотсарот радушно принял английского посла. Специально для английского посольства во дворце был организован праздничный ужин, англичане получили подарки от самого короля Экатотсарота. Кроме того, король Сиама подписал документ, разрешавший англичанам торговать на сиамском рынке. Англичане получили трехэтажное здание в Аютии для создания фактории. В 1613 году в Паттани также была основана английская фактория. В 1613 году сиамское посольство с подарками и письмом от короля Сиама было отправлено в Англию.

## Принц Сутхат
У Экатотсарота было два сына: принц Сутхат и принц Сонгтам. В 1607 году принц Сутхат стал Вторым королем. Согласно исторической хронике Сиама, Сутхат попросил отца освободить одного из пленников, в результате чего Экатотсарот пришел в ярость и обвинил сына в измене. В тот же день принц Сутхат решил покончить жизнь самоубийством: его нашли мертвым в собственных покоях. Многие историки до сих пор спорят о произошедшем. Одни считают, что принц Сутхат сам выпил яд, другие — что его отравили. Кроме того, неизвестна личность пленника, которого хотел освободить Второй король. Считается, что король Экатотсарот так и не смог простить себе смерть старшего сына. Он умер в 1620 году от деменции. Экатотсарот не успел назначить наследника. По традиции, королем Сиама стал следующий сын короля — Сонгтам (годы правления 1620—1628).